# سفارة أوكرانيا في السنغال
سفارة أوكرانيا في السنغال هي أرفع تمثيل دبلوماسي لدولة أوكرانيا لدى السنغال. تقع السفارة في داكار وهي تهدف لتعزيز المصالح الأوكرانية في السنغال.

## وصلات خارجية
- الموقع الرسمي
- قائمة سفارات أوكرانيا
- قائمة السفارات في السنغال